# بوندس‌لیگا ۲
بوندس‌لیگا ۲ (به آلمانی: Zweite Bundesliga) ([ˈtsvaɪtə ˈbʊndəsˌli:ɡa]) دومین سطح از رقابت‌های فوتبال باشگاهی در آلمان می‌باشد که بعد از بوندس‌لیگا معتبرترین لیگ این کشور است.
بوندس‌لیگا ۲ به همراه چمپیونشیپ انگلستان، از پربیننده‌ترین لیگ‌های دسته دوم در جهان هستند.
باشگاه‌های آرمینیا بیله‌فلد، نورنبرگ، فرایبورگ، کلن و بوخوم هرکدام با چهار قهرمانی پرافتخارترین تیم‌های این رقابت‌ها هستند.
باشگاه گروتر فورث با ۳۲ دوره حضور در این رقابت‌ها، رکورددار است.